# 锦绶堂
锦绶堂位于中华人民共和国湖南省长沙浏阳市大围山镇楚东村漾水湾，由孀妇涂刘氏所建，为住宅和祠堂相结合的庄园式建筑群。占地面积5000平方米，建筑面积3800平方米。1931年，湖南省苏维埃政府曾在此办公。2013年，锦绶堂以“湖南省苏维埃政府旧址”之名列入第七批全国重点文物保护单位名录，不仅为清代浏阳民居的标本，也是一处革命纪念地。

## 历史
錦綬堂始建于清光绪二十三年（1897年）。孀妇涂刘氏受到清朝旌表，为纪念早逝的丈夫涂儒玫（字文绶），因而得名。1931年，湖南省苏维埃政府曾驻扎于此9个多月。
錦綬堂2002年獲公布为湖南省文物保护单位，2013年5月被国务院公布为第七批全国重点文物保护单位。

## 格局
錦綬堂占地约4000平方米，共有房间百余间。建筑群坐北朝南，砖木结构，其中轴线上自南向北依次有大门、前厅、中厅和后厅，两侧有厢房，中厅面阔五间，进深三间，封火山墙，小青瓦硬山顶。正厅、西厢、东厢三处的藻井上分别雕刻着各类图案。

## 苏维埃驻地
北院阁楼为湖南省苏维埃政府的油印室，仍保留许多油印传单的痕迹。大门外墙头和内墙上保留有大量红色标语。